# 페트루 그로자
페트루 그로자(루마니아어: Petru Groza, 1884년 12월 7일 ~ 1958년 1월 7일)는 루마니아의 정치인이다. 루마니아의 제3대 국가평의회 의장을 맡았다.

## 생애

### 어린 시절

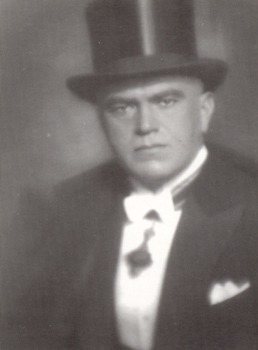
젊은 시절의 페트루 그로자

그로자는 1884년 당시 오스트리아 헝가리 제국 소속이였던 트란실바니아 지방에 부유한 가문에서 태어났다. 그는 어렸을 때 법률가를 꿈꾸었고 젊은 시절에 헝가리로 가서 법률공부를 하였다. 그리고 외트뵈시 로란드 대학교을 입학하였다. 그러나 1914년 제1차 세계대전이 터지자 그는 트란실바니아의 데바로 돌아왔고 변호사로 활동하였다. 1918년에 그는 루마니아 민족당에 가입하여 정치활동을 시작하였고 루마니아 정치인들이 소집 한 트란실바니아 인권위원회에서 직책을 맡기도 하였다. 그는 2년 동안 그의 사무실을 영업하였고 루마니아 정교회와도 밀접한 교류를 하였다.

### 정계진출
1928년 그로자는 정계를 잠시 은퇴했으나 1929년 대공황이 터지자 다시 복귀했다. 그는 대공황으로 루마니아 농민들의 삶이 어려워지자 1933년 Frontulal Plugarilor라는 좌파농민단체를 설립했다. 이 단체는 루마니아의 공산당과도 밀접한 교류를 하였고 1944년에는 천명의 회원을 보유하게 된다. 그로자는 이로서 자연스럽게 공산주의자로 떠오르게된다. 당시 루마니아는 2차 대전으로 소련군에게 점령되어있었고 루마니아 내 공산세력도 급속도록 성장하고 있었다.당시 게오르게 게오르기우데지와도 교류하면서 루마니아 공산당 당수로 떠오르게 된다.

### 지도자로
1946년 루마니아 내 선거가 실시되었다. 공산당은 과반수를 얻지 못했지만 권력을 장악하는데 성공하였고 그로자를 루마니아 수상으로 임명되었다. 이 과정에서 미국과 영국의 압력도 있기도 하였다. 그가 권력을 잡은이후 토지개혁을 실시하였고 2차 대전의 추축국에 가담한 루마니아의 책임조치로 소련에게 영토를 할양하거나 배상금 지불하여 전후 루마니아체제를 정비하였다. 하지만 그는 공산당의 입장을 강화하였고 정적을 제거하는 독재정치를 펼치기 시작하였다. 여러 신문사들을 파시스트나 나치즘의 산물이라 주장하면서 폐간조치를 내렸고 공산당 이외의 정당들을 활동을 제한시키면서 일당제 체제기반을 마련했다. 그는 또 루마니아왕국의 왕족세력 또한 탄압을 가하였고 미하이 1세를 폐위시켜 망명시켰고 공화국을 선포하게 된다.

### 후반생애
1952년 그로자는 수상직을 게오르게 게오르기우데지에게 넘겼고 그는 국가평의회 의장으로 지명되어 6년간 죽을때까지 루마니아 최고권력자로 부임하였다. 1958년 복부 수술을 받다가 합병증으로 재임중에 죽었다. 이로서 이온 게오르게 마우레르가 국가평의회 의장을 승계받게된다.